# چن لین

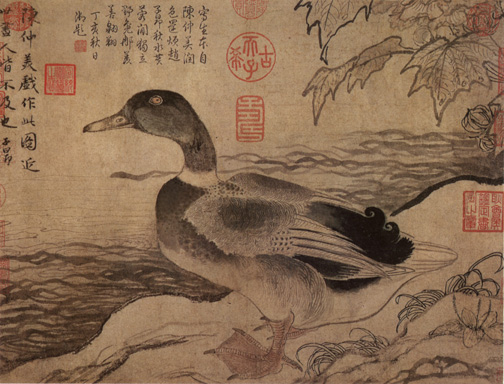
مرغابی اثر چن لین، موزه ملی کاخ

چن لین (چینی ساده: 陈琳، چینی سنتی: 陳琳، پین‌یین: Chén Lín، وید جایلز: Ch'en Lin) (زادهٔ ۱۲۶۰ - درگذشتهٔ ۱۳۲۰) از نقاشان منظره چینی در دوران سلسله یوان (۱۲۷۱-۱۳۶۸) بود.
چن لین در حدود سال ۱۲۶۰ میلادی در  هانگجوی استان ججیانگ چین زاده شد. او نقاشی را زیر نظر جائو منگ‌فو که از نقاشان بنام آن زمان بود فرا گرفت. چن در کشیدن منظره، چهرهٔ انسان و نقاشی‌های معروف به گل و پرنده مهارت داشت و استفاده از ضربات محکم قلمو و رنگ‌های روشن، سبک او را مشخص می‌کرد.